# Свято-Пантелеймонівський Великобілинський чоловічий монастир
Свято-Пантелеймонівський Великобілинський чоловічий монастир — монастир Української Православної Церкви (Православна Церква України), що розташований у селі Велика Білина Новокалинівської ОТГ Львівської області. Заснований 30 травня 2010 року. Засновником, настоятелем монастиря та його будівничим є Єпископ Геронтій (Олянський).

## Історія монастиря
30 травня 2010 року Єпископ Дрогобицький і Самбірський Матфей освятив хрест і місце під будівництво монастиря у Великій Білині. З того часу тут проходять служіння, молитви та життя монастиря. Цей монастир названий іменем Святого Пантелеймона, який був лікарем і лікував людей. Головною ціллю монастиря та його настоятеля владики Геронтія є молитви за оздоровлення тіла та душі кожного, хто сюди звертається.
Найбільшими фундаторами монастиря є люди, які отримали зцілення після молитов Владики Геронтія та інших священнослужителів монастиря над ними.

## Передісторія Великобілинського монастиря
Місце, де розміщений монастир, вибране не випадково. Тут у далеку давнину був монастир, перші згадки про який сягають 1244-1246 років. У 1668 році монастир був переведений в унію, а в 1812 році унійним єпископом був закритий. У монастирі знаходилась чудодійна ікона Божої Матері, явлення якої було зафіксовано одним із монахів ще в XIII-XIV ст. Після закриття монастиря чудодійну ікону було передано разом з інвентарем до унівського монастиря, де вона безслідно зникла.
Нині від того монастиря залишилася тільки дерев'яна двозрубна, безверха церква св.Василя, вкрита спільним дахом з низенькою вежею і наметом на західному фасаді. На території, де колись стояв монастир, досі зберігаються дві криниці. Старожили стверджують, що криниці були викопані на цьому місці, оскільки тут двічі людям об'являлася Матір Божа.